# 葱状薹草
葱状薹草（学名：Carex alliiformis），又稱林下薹，为莎草科薹草属下的一个种。分布在越南、日本、台湾以及中国大陆的湖北、湖南、贵州、四川等地，见于林下、林缘及山坡空旷处。

## 扩展阅读
- 維基物種上的相關：葱状薹草